# Heilbronner Neckarcup 2014
L'Heilbronner Neckarcup 2014 è stato un torneo di tennis facente parte della categoria ATP Challenger Tour nell'ambito dell'ATP Challenger Tour 2014. È stata la 1ª edizione del torneo che si è giocato a Heilbronn in Germania dal 12 al 18 maggio 2014 su campi in terra rossa e aveva un montepremi di €35,000+H.

## Partecipanti singolare

### Teste di serie
| Nazionalità | Giocatore             | Ranking* | Testa di serie |
| ----------- | --------------------- | -------- | -------------- |
| Germania    | Jan-Lennard Struff    | 73       | 1              |
| Germania    | Dustin Brown          | 89       | 2              |
| Stati Uniti | Michael Russell       | 98       | 3              |
| Russia      | Andrej Kuznecov       | 104      | 4              |
| Austria     | Andreas Haider-Maurer | 105      | 5              |
| Germania    | Julian Reister        | 112      | 6              |
| Slovenia    | Blaž Kavčič           | 121      | 7              |
| Canada      | Frank Dancevic        | 122      | 8              |
| Tunisia     | Marsel İlhan          | 145      | 9              |

- Ranking al 5 maggio 2014.

### Altri partecipanti
Giocatori che hanno ricevuto una wild card:
- Nils Langer
- Kyle Edmund
- Björn Phau
- Alexander Zverev

Giocatori che sono passati dalle qualificazioni:
- André Ghem
- Jason Kubler
- Thanasi Kokkinakis
- Kimmer Coppejans

Giocatori che hanno ricevuto un entry con un protected ranking:
- Giovanni Lapentti

## Partecipanti doppio

### Teste di serie
| Nazionalità | Giocatore         | Nazionalità | Giocatore       | Ranking* | Testa di serie |
| ----------- | ----------------- | ----------- | --------------- | -------- | -------------- |
| Germania    | Martin Emmrich    | Stati Uniti | Nicholas Monroe | 100      | 1              |
| Svezia      | Johan Brunström   | Finlandia   | Henri Kontinen  | 121      | 2              |
| Austria     | Julian Knowle     | Slovacchia  | Michal Mertiňák | 130      | 3              |
| Paesi Bassi | Jesse Huta Galung | Australia   | Rameez Junaid   | 148      | 4              |

- Ranking al 5 maggio 2014.

### Altri partecipanti
Coppie che hanno ricevuto una wild card:
- André Ghem /  Sander Groen
- Kevin Krawietz /  Frank Moser
- Thanasi Kokkinakis /  Alexander Zverev

## Vincitori

### Singolare
Jan-Lennard Struff ha battuto in finale  Márton Fucsovics con il punteggio di 6–2, 7–6(5)

### Doppio
Andre Begemann /  Tim Pütz hanno battuto in finale  Jesse Huta Galung /  Rameez Junaid con il punteggio di 6–3, 6–3